# Srihotto (prowincja)
Srihotto (bengal. সিলেট বিভাগ) – jedna z 7 prowincji Bangladeszu. Znajduje się we wschodniej części kraju. Stolicą prowincji jest miasto Srihotto.